# Axinaea merianiae
Axinaea merianiae är en tvåhjärtbladig växtart som först beskrevs av Dc., och fick sitt nu gällande namn av José Jéronimo Triana. Axinaea merianiae ingår i släktet Axinaea och familjen Melastomataceae. IUCN kategoriserar arten globalt som livskraftig.
Artens utbredningsområde är Ecuador. Inga underarter finns listade i Catalogue of Life.